# Latvijas Krājbanka
Latvijas Krājbanka (”Lettlands Sparbank”) var en lettisk bank noterad på Rigabörsen. Banken grundades 1924 som en del av lettiska posten och fortsatte att existera under hela Sovjettiden. Efter Lettland självständighet beslutade man att privatisera banken 1997, banken privatiserads successivt helt fram till 2003. Idag är bankens största ägare den ryske affärsmannen Vladimir Antonovs företagskoncern Convers Group. 2009 hade man 941 anställda och 155 servicekontor runt om i Lettland. 
2011 öppnade Latvijas Krājbanka ett representationskontor i Stockholm. I november 2011 gick banken omkull tillsammans med moderbolaget Snoras och togs över av den lettiska staten för att läggas ner. Antonov anklagades för att ha plundrat banken på miljardbelopp. En månad senare, i december 2011, utbröt  en omfattande panik i spåren av Krājabankas konkurs i Lettlands städer, orsakad av ryktena om att även Swedbank var på väg att gå omkull. Människor begav sig massvis till bankomaterna för att ta ut pengar, vilket ledde snabbt till kontantbrist. I slutet av december 2011 avnoterades banken från Rigabörsen. 